# Ayrton Statie
Ayrton Statie (Kralendijk, 22 juli 1994) is een Nederlands-Curaçaos voetballer die bij voorkeur als verdediger speelt.

## Clubcarrière
Statie werd geboren in Kralendijk en startte zijn carrière bij de jeugd van FC Den Bosch. Bij deze club doorliep hij ook de gehele opleiding, alvorens hij op 14 december 2013 zijn debuut mocht maken voor de club. In een uitduel bij De Graafschap, mocht hij in de blessuretijd van de tweede helft invallen voor Furhgill Zeldenrust. De wedstrijd eindigde in 3–5. Op 6 januari 2016 werd bekend dat Statie op amateurbasis aan de slag ging bij FC Eindhoven. Een half jaar later maakte hij een nieuwe overstap naar FC Oss. Medio 2017 ging hij naar Azerbeidzjan waar hij voor Səbail uitkomt dat net naar de Premyer Liqası gepromoveerd was. Per juli 2018 liet hij zijn contract ontbinden. In januari 2019 sloot Statie aan bij FC Lienden, dat uitkomt in de Tweede divisie. In 2020 speelde Statie in de Verenigde Staten voor Reno 1868, dat uitkwam in het USL Championship. Statie kwam eenmaal in actie voor de club, voordat Reno 1868 na het seizoen 2020 de activiteiten staakte. In februari 2021 tekende Statie na zijn Amerikaanse avontuur een contract bij Kozakken Boys, uitkomend in de Tweede divisie. In juli 2022 vertrok Statie naar CHC, uitkomend in de Tweede klasse. Na een seizoen bij CHC werd bekendgemaakt dat Statie in seizoen 2023/24 uitkomt voor Achilles Veen, uitkomend in de Vierde divisie.

## Interlandcarrière
Statie debuteerde op 8 juni 2016 voor het voetbalelftal van Curaçao in een Caribbean Cup-kwalificatiewedstrijd tegen de Amerikaanse Maagdeneilanden. De kwalificatiewedstrijd eindigde in een 7–0 overwinning. Met Curaçao won Statie op 25 juni 2017 de finale van de Caribbean Cup door Jamaica met 2–1 te verslaan. Statie maakte deel uit van de selecties op de CONCACAF Gold Cup 2017 en 2019.

## Statistieken
| Seizoen                                   | Club           | Land           | Competitie     | Competitie | Competitie | Beker | Beker | Totaal | Totaal |
| Seizoen                                   | Club           | Land           | Competitie     | Wed.       | Dlp.       | Wed.  | Dlp.  | Wed.   | Dlp.   |
| ----------------------------------------- | -------------- | -------------- | -------------- | ---------- | ---------- | ----- | ----- | ------ | ------ |
| 2013/14                                   | FC Den Bosch   | Nederland      | Eerste divisie | 5          | 0          | 0     | 0     | 5      | 0      |
| 2014/15                                   | FC Den Bosch   | Nederland      | Eerste divisie | 34         | 1          | 1     | 0     | 35     | 1      |
| 2015/16                                   | FC Den Bosch   | Nederland      | Eerste divisie | 15         | 1          | 1     | 0     | 16     | 1      |
| 2015/16                                   | FC Eindhoven   | Nederland      | Eerste divisie | 1          | 0          | 0     | 0     | 1      | 0      |
| 2016/17                                   | FC Oss         | Nederland      | Eerste divisie | 19         | 0          | 0     | 0     | 19     | 0      |
| Carrièretotaal                            | Carrièretotaal | Carrièretotaal | Carrièretotaal | 74         | 2          | 2     | 0     | 76     | 2      |
| Bijgewerkt tot en met het seizoen 2016/17 |                |                |                |            |            |       |       |        |        |

## Erelijst
| Competitie    | Winnaar | Winnaar | Runner-up | Runner-up | Derde   | Derde   |
| Competitie    | Aantal  | Jaren   | Aantal    | Jaren     | Aantal  | Jaren   |
| Curaçao       | Curaçao | Curaçao | Curaçao   | Curaçao   | Curaçao | Curaçao |
| ------------- | ------- | ------- | --------- | --------- | ------- | ------- |
| Caribbean Cup | 1x      | 2017    |           |           |         |         |
| King's Cup    | 1x      | 2019    |           |           |         |         |